# Nashvilleskogssångare
Nashvilleskogssångare (Leiothlypis ruficapilla) är en nordamerikansk fågel i familjen skogssångare inom ordningen tättingar.

## Utseende och läte

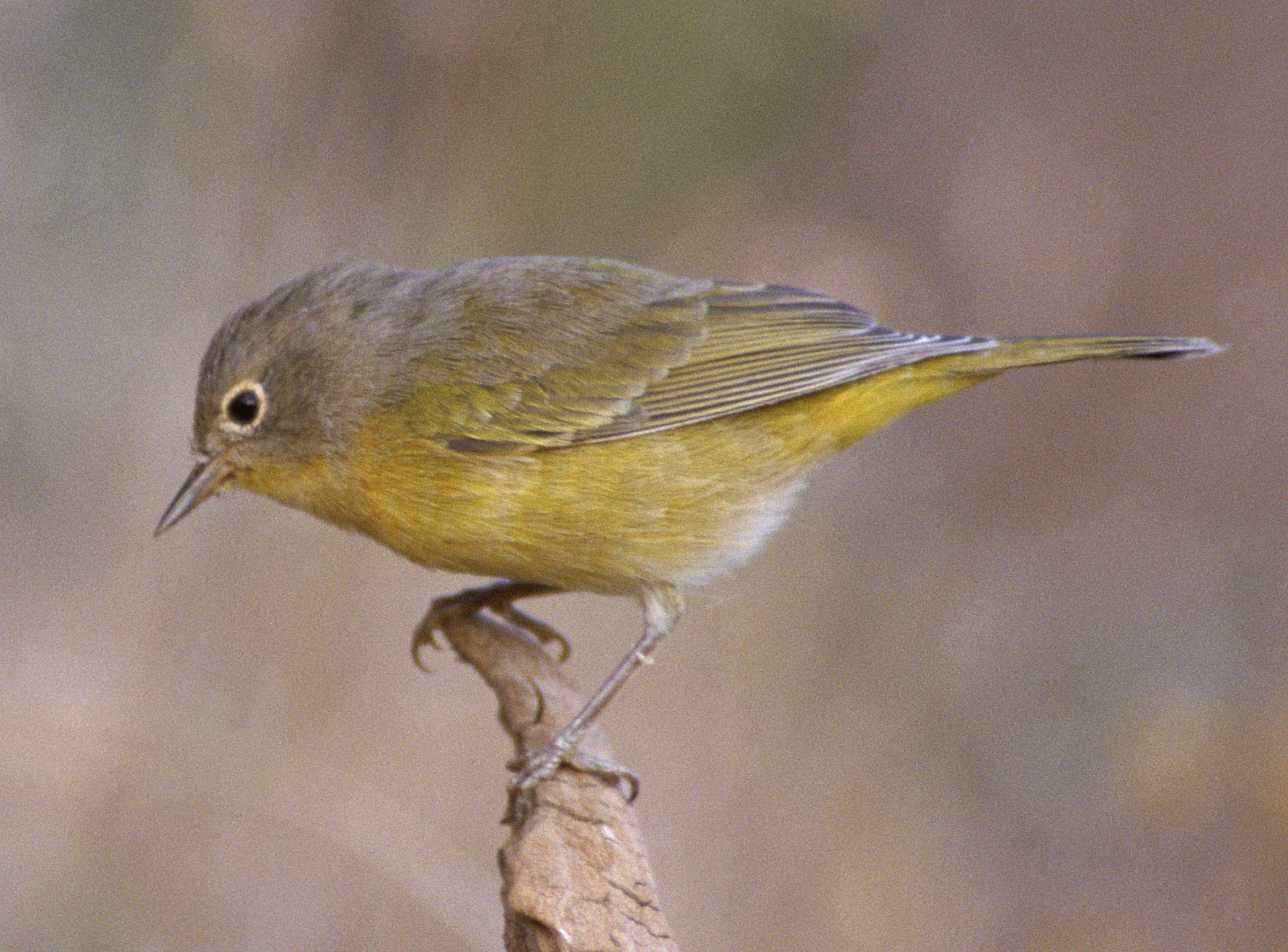
Underarten ridgwayi i Oregon.

Nashvilleskogssångaren är en liten skogssångare, 10-12 cm, med spetsig näbb och kort stjärt. Huvudet är grått med tydlig ögonring, undersidan gul och ovansidan ostreckat grön. Hanen har en röd krona som dock är svår att se. 
Nominatformen är något mer färgglad än västliga fåglar av underarten ridgwayi, med gulare övergump, vit buk och något längre stjärt.
Sången är en tvådelad musikalisk drill: sita-sita-sita-sita pli-pli-pli-pli. Västliga fåglar av underarten ridgwayi sjunger något lägre och fylligare.

## Utbredning och systematik

Häckningstid
Vintertid

Nashvilleskogssångare delas upp i två underarter med två skilda utbredningsområden:
- ruficapilla – häckar från sydcentrala Kanada till östcentrala USA, övervintrar från Mexiko till centrala Honduras
- ridgwayi – häckar från södra British Columbia till Kalifornien, Nevada och norra Utah, övervintrar till Mexiko

Till skillnad från de flesta andra nordamerikanska östligt häckande skogssångare har nashvilleskogssångaren aldrig påträffats i Europa.
Underarten ridgwayi betraktades förr som en egen art, "calaverasskogssångare". Den kan möjligen lyftas upp som egen art igen efter DNA-studier som visar att ridgwayi är närmare släkt med enskogssångare än nominatformen.

### Släktestillhörighet
Tidigare placerades nashvilleskogssångaren i släktet Vermivora men DNA-studier visar att den inte är nära släkt med typarten i Vermivora, blåvingad skogssångare. Numera placeras den därför i ett annat släkte, Leiothlypis.

## Levnadssätt

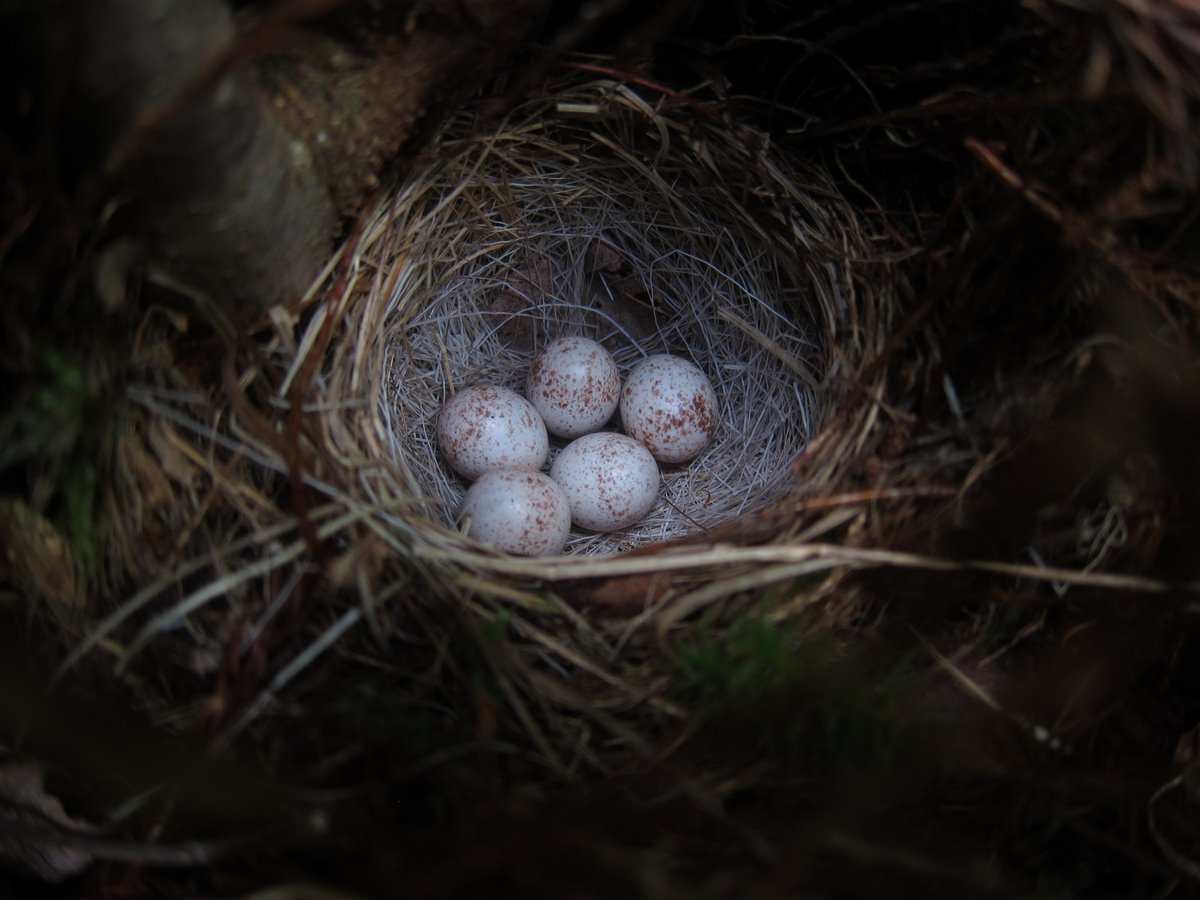
Nashvilleskogssångarens bo med ägg.

Fågeln häckar i öppna skogar med tät undervegetation. Boet placeras på marken. Som bomaterial kan den ibland använda piggsvinstaggar. Den lägger tre till sex vita brunfläckade ägg. Vintertid och under flyttning hittas den i liknande miljöer, men även i trädgårdar, gärna blommande träd. Den lever uteslutande av insekter.

## Status
Nashvilleskogssångaren har ett stort utbredningsområde och en stor population med stabil utveckling. Internationella naturvårdsunionen IUCN kategoriserar arten som livskraftig. Beståndet uppskattas bestå av 40 miljoner vuxna individer.

## Namn
Nashvilleskogssångaren har fått sitt namn av att Wilson fångade in typexemplaret utanför Nashville i Tennessee där fågeln passerar under flyttider och således inte häckar.